# Dachi, Fujian
Dachi är en köping i sydöstra Kina. Den ligger i stadsdistriktet Xinluo i staden Longyan i provinsen Fujian, omkring 270 kilometer sydväst om provinshuvudstaden Fuzhou. Antalet invånare är 9 743. Befolkningen består av 4 654 kvinnor och 5 089 män. Barn under 15 år utgör 13,0 %, vuxna 15-64 år 73 %, och äldre över 65 år 12,0 %.